# Caco Ciocler
Carlos Alberto Ciocler (São Paulo, 27 de setembro de 1971) é um ator, diretor e biólogo brasileiro.

## Carreira
Bem antes de completar 10 anos de idade, integrou o grupo de teatro amador do clube Hebraica, que o introduziu à crítica aos 17, com a peça Ecos.

### Anos 1990
Em 1995, devido ao bom desempenho que apresentou na peça Píramo e Tisbe, recebeu o Prêmio Mambembe de Melhor Ator Coadjuvante e ainda assinou um contrato de dois anos com a Rede Globo. Isso porque, em uma das apresentações do espetáculo, Luiz Fernando Carvalho, o responsável pela direção da telenovela O Rei do Gado, estava na plateia. Satisfeito com o que viu, rapidamente convidou-o para o elenco do folhetim que marcou sua estreia na TV, em 1996. De início, relutou em aceitar o convite, porque acreditava que atuar na televisão exigia pouco esforço de interpretação do ator. Persuadido, sua participação na história estendeu-se somente em alguns capítulos, mais precisamente, na primeira fase da trama, na qual interpretou o jovem italiano Geremia Berdinazzi, que depois foi vivido por Raul Cortez. Com a oportunidade, chamou a atenção da crítica especializada e abocanhou o Prêmio APCA, na categoria Revelação Masculina.
Nos quatro anos seguintes, passou praticamente despercebido na televisão com personagens que pouco repercutiram nas novelas. Nesse intervalo, destacou-se no teatro com a peça Rei Lear pela qual recebeu o Prêmio Qualidade Brasil de Melhor Ator.  Também, debutou nas telonas com o filme Caminho dos Sonhos, protagonizado por Taís Araújo e Elliott Gould.

### Anos 2000
Em 2000, destacou-se na minissérie A Muralha, na pele do cafajeste Bento Coutinho, que mesmo prometido à ingênua Rosália tinha o hábito de deitar-se com as índias. No ano seguinte, despontou na novela Um Anjo Caiu do Céu como Davi, um agente judeu que trabalhava contra uma organização neonazista. Foi nesse ano, que participou do elogiado filme Bicho de Sete Cabeças que entrou para a história do cinema brasileiro como sendo o mais premiado nos festivais. Também protagonizou o filme Minha Vida em Suas Mãos no qual interpretou um homem que após ser demitido e ter o fundo de garantia roubado num assalto, envolveu-se no mundo dos crimes, em que conheceu Júlia, a quem faz refém num assalto. Por ela se apaixonou, não sabendo como agir mediante ao sentimento e a necessidade de manter-se nessa vida vazia.
Em 2002, fez-se presente na minissérie O Quinto dos Infernos que narrava a chegada da Família Real ao Brasil. Nesse trabalho, encarnou o papel mais interessante de sua trajetória televisiva até então, o herdeiro da corte D. Miguel, irmão de D. Pedro I e filho da rainha D. Carlota Joaquina. Também participou do documentário A Guerra dos Paulistas, telefilme produzido para a TV Cultura, que narrou a Revolução de 1932, em que brasileiros confrontaram contra brasileiros na mais violenta guerra bélica já registrada nas Américas do século XX. E ainda, esteve nas telonas com o filme Lara que contou a história de vida da grande atriz e cantora Odete Lara. Posteriormente, caiu de paraquedas literalmente na novela Chocolate com Pimenta. Entrou para o elenco do folhetim quando este já estava na metade de sua exibição para movimentar o núcleo central e desestruturar o romance do casal protagonista Aninha e Danilo. Miguel, era um homem misterioso e chegou na cidade de Ventura dentro de um balão. Através de seus conselhos, Ana Francisca conseguiu se reerguer do golpe que sofreu de sua ex-cunhada Jezebel e recuperar a fábrica de chocolates.
Em 2004, dedicou-se ao cinema. Entre outros trabalhos, rodou o curta Limbo que narra a história de um homem que se vê jogado no limbo a espera do seu julgamento final. O filme participou de vários festivais, entre eles: Festival FAM, VII FIC Brasília, 29° Mostra Internacional de Cinema de São Paulo, The New York International Film Festival, Cine Curupira, em que venceu o prêmio de Melhor Direção, 4° Mostra Maria Vídeo e Cinema, em que venceu o prêmio de Melhor Fotografia e Gramado Cine Vídeo, em que venceu o prêmio de Melhor Ficção. No mesmo ano, protagonizou também o filme Olga. Ainda esteve em circuito nacional nas telonas com o filme Quase Dois Irmãos, em que interpretou um senador que decide reencontrar um antigo amigo de infância que na verdade é um poderoso traficante de drogas, com a intenção de negociar um projeto social nas favelas em que ele lidera. Também esteve em Quanto Vale ou É por Quilo? , que faz uma analogia entre o antigo comércio de escravos e a atual exploração da miséria pelo marketing social, que formam uma solidariedade de fachada, fazendo uma grande crítica às ONGs e suas captações de recursos junto ao governo e empresas privadas.
Avesso desde sempre ao estereótipo de galã, não teve como escapar desse rótulo em América, em que deu vida ao intelectual Ed Talbot. Com o trabalho, o ator que já possuía uma carreira sólida tanto no cinema quanto no teatro firmou o sucesso também na telinha e assim conseguiu seu primeiro personagem popular. De início, Ed não teria tanto destaque e seria apenas um rápido envolvimento da protagonista Sol. No entanto, com a audiência da novela em crise a autora Glória Perez tirou proveito da boa aceitação que o intérprete tinha perante ao telespectador e o promoveu a protagonista. Seu caso com a mocinha de Deborah Secco caiu nas graças do público, destronando assim o peão de Murilo Benício, par romântico de Sol no início da trama. Emendando trabalhos, em 2006, surgiu no vídeo na minissérie JK em que despontou como o bom moço Leonardo Faria. Em dobradinha, no mesmo ano interpretou o indeciso fotógrafo Renato de Páginas da Vida. Na novela, mesmo casado com Ana Furtado acabou envolvendo-se com Viviane Pasmanter com quem tinha muitas afinidades, entre elas, a paixão por fotografia. Mais uma vez, devido a popularidade em alta do núcleo dos fotógrafos, viu seu personagem crescer, ganhando mais destaque na trama e assim alavancando a audiência do folhetim que vinha instável.
Em 2007, foi alçado protagonista do horário nobre com a telenovela Duas Caras. No papel do advogado Cláudio disputou o coração de Maria Paula (Marjorie Estiano) junto ao inescrupuloso Marcone Ferraço (Dalton Vigh). Porém, com a redenção de Marcone Ferraço ao longo da história, Cláudio foi jogado para escanteio por Maria Paula. Mas sua solidão durou pouco, pois envolveu-se afetivamente com a patricinha de Sheron Menezes, filha de Juvenal Antena.

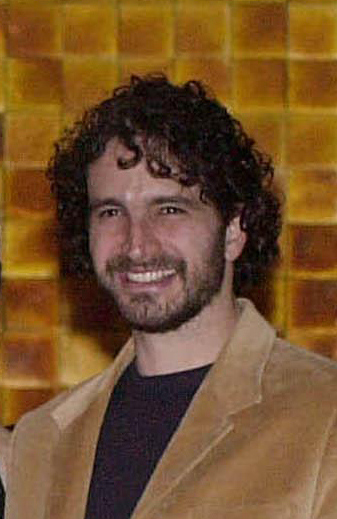
Ciocler em 2004.

Em 2009 atuou em Caminho das Índias, na qual contracenou com Debora Bloch, Alexandre Borges, Humberto Martins e mais uma vez com Marjorie Estiano. No mesmo ano ganhou o prêmio de Melhor Curta metragem do Hollywood Brazilian Festival, em Los Angeles, pelo papel principal em O Dia M. Na película, interpreta um homem comum de 35 anos, que é obrigado a organizar os preparativos de sua morte. O segundo prêmio foi para Trópico de Câncer, que foi eleito o Melhor Filme no Festival do Minuto na categoria Tema Livre. Neste caso, roteirizou, filmou, dirigiu e editou o curta. Essa foi a primeira fez que mandou um filme para um festival e, logo de cara, venceu a disputa em um evento que reúne produções de todo o mundo. Em 2010, esteve no elenco da série A Cura, protagonizada por Selton Mello e Juca de Oliveira, em que viveu o médico Luis, noivo de Andréia Horta, e filho do prefeito, pertence a família mais rica de Diamantina.

### Anos 2010
Em 2011, dedicou-se inteiramente ao teatro protagonizando a montagem de 45 Minutos, no qual interagia com a plateia. Simultaneamente, esteve em cartaz com o filme Família Vende Tudo. Apesar do filme ter sido criticado pela narrativa fraca foi bastante premiado nos festivais e rendeu ao ator o prêmio de Melhor Ator no Cine PE. Em 2012 participou da novela Salve Jorge, de Glória Perez. O personagem não caiu nas graças do público sendo, segundo o ator, bastante odiado.
Sua experiência como diretor também merece menção. Por seu trabalho, Na Solidão dos Campos de Algodão, venceu o Prêmio Quem na categoria Melhor Diretor de teatro. Simultaneamente, atuou em outra montagem, Casting, uma comédia de costumes que traz o ator na pele de um produtor que tem a missão de escolher o elenco feminino de um show erótico em Singapura anunciado como uma peça. É um dos atores mais requisitados dos cinemas, tendo participados de pelo menos seis produções cinematográficas em 2012, seu recorde até então. Entre eles, está o curta Timing, protagonizado por ele, que venceu no 13.º Festival de Cultura Inglesa na categoria Cinema Digital. Está em cartaz com 2 Coelhos, filme que vem recebendo elogios graças ao seu roteiro bem elaborado, muitos efeitos especiais e pela tentativa de sair do lugar comum do cinema brasileiro. E recentemente, estreou o longa Disparos, no qual interpreta um delegado que não facilitará a vida de um fotógrafo, apreendido acusado de omitir socorro a um grupo de motoqueiros que foram atropelados por um carro desconhecido. Detalhe: esses motoqueiros assaltaram ele e quando foram acidentados estavam em fuga. O filme foi bem recebido pela crítica e rendeu-lhe o prêmio de Melhor Ator no Festival do Rio.
Em 2013 atuou na telenovela Além do Horizonte, na qual deu vida ao delegado André. Em 2014 volta as novelas interpretando o jornalista Paulo na novela Boogie Oogie. Na trama Paulo é um homem sensato e correto, que veio de Londres junto com sua esposa Diana (Maria João Bastos) morar no Brasil. Ele mantém um segredo, no passado ele teve um caso com Beatriz, personagem de (Heloísa Périssé) e desconfia ser o pai de sua filha Vitória (Bianca Bin).

## Vida pessoal
Nascido em uma família de classe média alta, enveredou para o mundo das artes cênicas quando já estava prestes a se formar engenheiro pela Universidade de São Paulo. Dessa forma, matriculou-se em um curso de artes dramáticas. Seus pais não ficaram nada satisfeitos com a opção do filho, embora desde pequeno ele já demonstrasse inclinação para o palco. É formado pela Escola de Arte Dramática. Tem um filho chamado Bruno, cuja mãe é a também atriz Lavínia Lorenzon. Ele também foi casado com a videoartista e apresentadora Marina Previato.

## Filmografia

### Televisão
| Ano  | Título                             | Personagem                 | Notas                                     |
| ---- | ---------------------------------- | -------------------------- | ----------------------------------------- |
| 1995 | A Próxima Vítima                   | Daniel                     | Episódio: "16 de março"                   |
| 1996 | O Rei do Gado                      | Geremias Berdinazzi        |                                           |
| 1996 | Você Decide                        | Lucas                      | Episódio: "Berço de Sangue"               |
| 1997 | O Amor Está no Ar                  | Davi                       |                                           |
| 1998 | Por Amor                           | Flavinho                   | Episódios: "27 de abril–22 de maio"       |
| 1998 | Você Decide                        | Tadeu                      | Episódio: "Um Lar Para Clarice"           |
| 1998 | Você Decide                        | Evandro                    | Episódio: "Vida"                          |
| 1998 | Você Decide                        | Diogo                      | Episódio: "Verdades e Mentiras"           |
| 1998 | Corpo Dourado                      | Padre Estevão              | Participação                              |
| 2000 | A Muralha                          | Bento Coutinho             |                                           |
| 2000 | Esplendor                          | Lázaro                     |                                           |
| 2001 | Um Anjo Caiu do Céu                | David Esteves              |                                           |
| 2002 | O Quinto dos Infernos              | Dom Miguel I de Portugal   |                                           |
| 2003 | Chocolate com Pimenta              | Miguel do Canto e Melo     |                                           |
| 2005 | América                            | Edward Talbot (Ed)         |                                           |
| 2006 | JK                                 | Leonardo Faria             |                                           |
| 2006 | Páginas da Vida                    | Renato Martins             |                                           |
| 2007 | Duas Caras                         | Claudius Maciel            |                                           |
| 2008 | Você Está Aqui                     | César                      | Episódio: "15 Minutos"                    |
| 2009 | Caminho das Índias                 | Murilo Cavinato            |                                           |
| 2010 | A Cura                             | Dr. Luís Camilo            |                                           |
| 2011 | Cordel Encantado                   | Coronel Pedro Falcão       | Episódio: "23 de setembro"                |
| 2012 | As Brasileiras                     | Marcelo                    | Episódio: "A Apaixonada de Niterói"       |
| 2012 | Salve Jorge                        | Celso Vieira Flores Galvão |                                           |
| 2013 | Além do Horizonte                  | André Teixeira             |                                           |
| 2014 | Boogie Oogie                       | Paulo Almeida Fonseca      |                                           |
| 2016 | Unidade Básica                     | Dr. Paulo                  |                                           |
| 2017 | Novo Mundo                         | Dr. Peter Zettl            |                                           |
| 2018 | Deus Salve o Rei                   | Hermes de Vicenza          | Episódios: "7–14 de fevereiro"            |
| 2018 | Carcereiros                        | Jasão                      | Episódio: "Questão de Método"             |
| 2018 | Segundo Sol                        | Edgar Athayde dos Santos   |                                           |
| 2019 | Elis                               | César Camargo Mariano      |                                           |
| 2019 | Éramos Seis                        | João Aranha                | Episódios: "11 de outubro–30 de novembro" |
| 2022 | Pantanal                           | Dr. Gustavo Sousa Aranha   |                                           |
| 2022 | Dates, Likes & Ladrilhos           | Ernesto                    |                                           |
| 2024 | Os Quatro da Candelária            | Padre Moisés               |                                           |
| 2024 | Meu Sangue Ferve por Você: A Série | Jean Pierre                |                                           |
| 2025 | Vale Tudo                          | Estéban Munõs              | Episódio: "31 de maio - 25 de junho"      |

### Cinema
| Ano  | Título                              | Papel                     | Notas          |
| ---- | ----------------------------------- | ------------------------- | -------------- |
| 1999 | Caminho dos Sonhos                  | Rabino Jacó               |                |
| 2001 | Bicho de Sete Cabeças               | Rogério                   |                |
| 2001 | Minha Vida em Suas Mãos             | Antônio                   |                |
| 2001 | O Xangô de Baker Street             | Miguel                    |                |
| 2002 | Lara                                | Guima                     |                |
| 2002 | A Paixão de Jacobina                | João Lehn                 |                |
| 2002 | Avassaladoras                       | Miguel                    |                |
| 2003 | Desmundo                            | Ximeno Dias               |                |
| 2003 | Km 0                                | Ele mesmo                 |                |
| 2004 | Quase Dois Irmãos                   | Miguel - Anos 70          |                |
| 2004 | Olga                                | Luís Carlos Prestes       |                |
| 2004 | Sexo, Amor e Traição                | Miguel                    |                |
| 2004 | Limbo                               | Homem no Limbo            | Curta-metragem |
| 2005 | Quanto Vale ou É por Quilo?         | Ricardo Pedrosa           |                |
| 2005 | Vinícius                            | Narrador                  | Documentário   |
| 2007 | Inesquecível                        | Guilherme Quiroga         |                |
| 2008 | O Dia M                             | Almeida                   | Curta-metragem |
| 2009 | Um Dia de Ontem                     | Pepe                      |                |
| 2009 | Timing                              | Executivo                 | Curta-metragem |
| 2011 | Família Vende Tudo                  | Ivan Cláudio (Jecivandro) |                |
| 2011 | Disparos                            | Inspetor Freire           |                |
| 2012 | 2 Coelhos                           | Walter                    |                |
| 2012 | Meu Pé de Laranja Lima              | José Mauro de Vasconcelos |                |
| 2012 | De Menor                            | Carlos                    |                |
| 2012 | Gosto do Fel                        | Wanderley (adulto)        |                |
| 2014 | Para Sempre Teu, Caio F.            | Ele mesmo                 | Documentário   |
| 2015 | Linha de Fuga 2.0                   | Sherlock                  |                |
| 2016 | Um Namorado Para Minha Mulher       | Chico                     |                |
| 2016 | Elis                                | César Camargo Mariano     |                |
| 2017 | João, O Maestro                     | José Kliass               |                |
| 2018 | Fica Mais Escuro Antes do Amanhecer | Luciano                   |                |
| 2018 | O Banquete                          | Plínio                    |                |
| 2018 | Contra a Parede                     | Emílio Siqueira           |                |
| 2019 | O Olho e a Faca                     | Zé Carlos                 |                |
| 2019 | Simonal                             | Santana                   |                |
| 2020 | Boni Bonita                         | Rogério                   |                |
| 2021 | AmarAção                            | Caco                      |                |
| 2022 | Primavera                           | Filho (Narrador)          | [ 32 ]         |
| 2024 | Meu Casulo de Drywall               | Juiz Roberto              |                |
| 2024 | Meu Sangue Ferve por Você           | Jean-Pierre               |                |
| 2024 | As Polacas                          | Tzvi                      | [ 33 ]         |
| 2024 | Passagrana                          | Detetive Britto           |                |
| 2025 | Overman: O Filme                    | Overman                   |                |
| 2025 | Resta Um                            |                           |                |
| 2025 | A Vida de Cada Um                   |                           |                |
| 2026 | Pequenas Criaturas                  | Carlos                    |                |
| 2026 | Quarto do Pânico                    |                           |                |

### Como diretor
| Ano  | Título                     | Notas        |
| ---- | -------------------------- | ------------ |
| 2008 | Trópico de Câncer          |              |
| 2014 | Esse Viver Ninguém Me Tira | Documentário |

## Teatro
| Ano  | Título                             | Personagem                               |
| ---- | ---------------------------------- | ---------------------------------------- |
| 1988 | Ecos                               |                                          |
| 1995 | Pedro Paulo Pedregulho             |                                          |
| 1995 | Píramo e Tisbe                     |                                          |
| 1996 | Mary Stuart                        |                                          |
| 1997 | Salomé                             |                                          |
| 1998 | Luxúria, Soberba e Ira             |                                          |
| 1999 | Camila Baker                       |                                          |
| 2000 | Rei Lear                           | Edgar                                    |
| 2001 | Êxtase                             |                                          |
| 2002 | Senhor das Flores                  | Julian                                   |
| 2003 | Os Sete Afluentes do Rio Ota       | Luke, Jeffery O'Connor, Benjamin Wisenth |
| 2006 | Antônio e Cleópatra                | Marco Antonio                            |
| 2007 | Aldeotas                           |                                          |
| 2008 | Imperador e Galileu                | Imperador Juliano                        |
| 2010 | O Desaparecimento do Elefante      | Vários personagens                       |
| 2010 | Casting                            | Albert                                   |
| 2011 | 45 minutos                         | Um Ator                                  |
| 2012 | Amante                             | Pierre                                   |
| 2012 | A Construção                       |                                          |
| 2014 | Terra de Ninguém                   | Foster                                   |
| 2015 | Caesar - Como Construir um Império | Caesar, Cassius                          |
| 2016 | A Tragédia Latino-Americana        |                                          |
| 2016 | Fluxograma                         |                                          |
| 2017 | Selvageria                         |                                          |
| 2017 | Constelações                       | Roland                                   |

| Ano  | Título                           |
| ---- | -------------------------------- |
| 2006 | A Frente Fria que a Chuva Traz   |
| 2007 | Frida                            |
| 2008 | Senhor da Flores                 |
| 2010 | Na Solidão dos Campos de Algodão |

## Prêmios e indicações
| Ano  | Festival                                              | Categoria                                     | Nomeações                        | Resultado |
| ---- | ----------------------------------------------------- | --------------------------------------------- | -------------------------------- | --------- |
| 1995 | Prêmio Mambembe                                       | Melhor Ator Codjuvante                        | Píramo e Tisbe                   | Venceu    |
| 1996 | Troféu Associação Paulista de Críticos de Arte (APCA) | Revelação Masculina                           | O Rei do Gado                    | Venceu    |
| 2000 | Prêmio Arte Qualidade Brasil                          | Melhor Ator                                   | Rei Lear                         | Venceu    |
| 2001 | Grande Prêmio Cinema Brasil                           | Melhor Ator Coadjuvante                       | Bicho de Sete Cabeças            | Indicado  |
| 2001 | Prêmio Arte Qualidade Brasil                          | Melhor Ator Coadjuvante                       | Bicho de Sete Cabeças            | Venceu    |
| 2002 | Prêmio Gaurani de Cinema Brasileiro                   | Melhor Ator Coadjuvante                       | Avassaladoras                    | Indicado  |
| 2003 | Prêmio Shell                                          | Melhor Ator                                   | Os Sete Afluentes do Rio Ota     | Indicado  |
| 2004 | Grande Prêmio do Cinema Brasileiro                    | Melhor Ator Coadjuvante                       | Desmundo                         | Indicado  |
| 2005 | Grande Prêmio do Cinema Brasileiro                    | Melhor Ator                                   | Olga                             | Indicado  |
| 2005 | Prêmio Gaurani de Cinema Brasileiro                   | Melhor Ator Coadjuvante                       | Olga                             | Indicado  |
| 2005 | Grande Prêmio do Cinema Brasileiro                    | Melhor Ator                                   | Quanto Vale Ou É Por Quilo?      | Indicado  |
| 2005 | Troféu Globo de Melhores do Ano                       | Melhor Ator                                   | América                          | Venceu    |
| 2005 | Prêmio Extra de Televisão                             | Melhor Ator                                   | América                          | Indicado  |
| 2006 | Prêmio Contigo! de TV                                 | Melhor Par Romântico (com Deborah Secco)      | América                          | Indicado  |
| 2006 | Prêmio Master                                         | Melhor Ator                                   | Páginas da Vida                  | Venceu    |
| 2007 | Prêmio Contigo! de TV                                 | Melhor Par Romântico (com Vivianne Pasmanter) | Páginas da Vida                  | Indicado  |
| 2007 | Prêmio Contigo! de TV                                 | Melhor Ator Coadjuvante                       | Páginas da Vida                  | Indicado  |
| 2007 | Prêmio Qualidade Brasil                               | Melhor Ator Coadjuvante                       | Páginas da Vida                  | Indicado  |
| 2007 | Grande Prêmio do Cinema Brasileiro                    | Melhor Ator                                   | Quase Dois Irmãos                | Indicado  |
| 2009 | Hollywood Brazilian Festival                          | Melhor Ator                                   | O Dia M                          | Venceu    |
| 2009 | Festival do Minuto                                    | Melhor Filme                                  | Trópico de Câncer                | Venceu    |
| 2010 | Prêmio Quem de Teatro                                 | Melhor Diretor de Teatro                      | Na Solidão dos Campos de Algodão | Venceu    |
| 2011 | Prêmio Arte Qualidade Brasil                          | Melhor Ator Drama                             | 45 Minutos                       | Indicado  |
| 2011 | Cine PE                                               | Melhor Ator                                   | Família Vende Tudo               | Venceu    |
| 2012 | Prêmio Gaurani de Cinema Brasileiro                   | Melhor Ator Coadjuvante                       | Família Vende Tudo               | Indicado  |
| 2012 | Festival de Cinema do Rio                             | Melhor Ator Coadjuvante                       | Disparos                         | Venceu    |
| 2013 | Prêmio Gaurani de Cinema Brasileiro                   | Melhor Ator Coadjuvante                       | Disparos                         | Indicado  |
| 2013 | Prêmio Fiesp/Sesi-SP                                  | Melhor Ator Coadjuvante                       | 2 Coelhos                        | Indicado  |
| 2014 | Prêmio Aplauso Brasil                                 | Melhor Ator Coadjuvante                       | Terra de Ninguém                 | Venceu    |
| 2014 | Festival de Gramado                                   | Melhor Filme                                  | Esse Viver Ninguém me Tira       | Indicado  |
| 2014 | Festival do Rio                                       | Melhor Filme                                  | Esse Viver Ninguém me Tira       | Indicado  |
| 2014 | Los Angeles Brazilian Film Festival                   | Melhor Documentário                           | Esse Viver Ninguém me Tira       | Venceu    |
| 2016 | Prêmio Arte Qualidade Brasil                          | Melhor Ator Drama                             | Fluxorama                        | Indicado  |
| 2017 | Prêmio Aplauso Brasil                                 | Melhor Ator                                   | A Tragédia Latino-Americana      | Indicado  |
| 2017 | Grande Prêmio do Cinema Brasileiro                    | Melhor Ator Coadjuvante                       | Elis                             | Indicado  |
| 2020 | Festival de Málaga                                    | Melhor Documentário                           | Partida                          | Venceu    |
| 2020 | Fest Aruanda do Audiovisual Brasileiro                | Melhor Filme                                  | Partida                          | Venceu    |
| 2020 | Festival Porto/Post/Doc                               | Grande Prêmio Vicente Pinto de Abreu          | Partida                          | Venceu    |
| 2021 | Festival Sesc Melhores Filmes                         | Melhor Ator Nacional                          | Boni Bonita                      | Indicado  |
| 2021 | Mostra Internacional de Cinema de São Paulo           | Melhor Documentário Brasileiro                | O Melhor Lugar do Mundo é Agora  | Venceu    |
| 2022 | Festival de Cinema de Vassouras                       | Melhor Filme                                  | O Melhor Lugar do Mundo é Agora  | Indicado  |
| 2022 | Festival de Cinema de Vassouras                       | Melhor Direção                                | O Melhor Lugar do Mundo é Agora  | Indicado  |
| 2022 | Festival Sesc Melhores Filmes                         | Melhor Ator Nacional                          | AmarAção                         | Indicado  |
| 2024 | Prêmio APCA de Teatro                                 | Melhor Ator                                   | A Mulher da Van                  | Pendente  |